# Енчиков, Никита Петрович
Никита Петрович Енчиков (15 [28] сентября 1910, Янгильдино, Чувашская АССР — 2 мая 1978, Чебоксары) — советский государственный и партийный деятель. Председатель Чебоксарского горисполкома (1952—1956), первый секретарь Чебоксарского горкома КПСС (1956-1957), министр коммунального хозяйства Чувашской АССР (1963—1971). Член КПСС.

## Биография
Родился 2 сентября (15 сентября по новому стилю) 1910 года в семье бедного чувашского крестьянина в селе Янгильдино, Чувашия. Окончил сельскую школу-пятилетку.
После смерти отца, умершего от тифа, с января 1923 по сентябрь 1926 года воспитывался в Чебоксарском детском доме. им. Дзержинского. За это время окончил 2 класса Чебоксарской школы 2-й ступени № I. В сентябре 1926 года поступил в полиграфическую школу ФЗУ учеником-наборщиком. Окончил её досрочно в октябре 1928 года и работал в типографии наборщиком.
В сентябре 1929 года был выдвинут на работу в аппарат Чувашского обкома ВЛКСМ, где работал до сентября 1931 года заместителем председателя бюро пионеров, а последний год председателем бюро пионеров. С сентября 1931 по июль 1932 года учился и окончил Центральные курсы комсомольских работников в Москве. Вернулся в Чувашию и с августа по декабрь 1932 года работал первым секретарем Чебоксарского горкома ВЛКСМ. 
В декабре 1932 года был призван в РККА. Служил до декабря 1934 года в городе Чита Восточно-Сибирского края в 251 авиационной бригаде. Окончил 6-месячнуюшколу младших авиаспециалистов. 7 месяцев служил мотористом и секретарем бюро ВЛКСМ эскадрилий, а с марта по декабрь 1934 года - освобожденным секретарем бюро ВЛКСМ авиапарка. После увольнения из армии вернулся в Чебоксары.
С января по июнь 1935 года работал зам. начальника аэроклуба по политчасти. С июня 1935 года ответственный секретарь Высшего Совета физкультуры при ЦИК Чувашской АССР. После реорганизации ВСФК в Комитет физкультуры и спорта работал заместителем председателя до ноября 1938 года.
Спортсмен-разрядник по футболу, по хоккею с мячом и шахматам. Играл в футбол в составе команды ФК «Спартак» в роли нападающего. Чемпион Чувашии по хоккею с мячом и призер чемпионата Чувашии по футболу в 1937 году.
С ноября 1938 года - в аппарате Совнаркома ЧаССР, ответственный исполнитель-консультант. С февраля 1940 года работал последовательно инструктором Чебоксарского горкома ВКПБ, помощником 2-го секретаря Чувашского обкома ВКПБ и в сентябре 1941 года был избран секретарем по кадрам Чебоксарского горкома BKПБ.
С марта 1944 года заведующий военным отделом обкома ВКП/б/. В сентябре 1945 года был зачислен слушателем Высшей школы партийных организаторов (ВШПО) при ЦК ВКП/б/ в Москве.
С реорганизацией ВШПО учился и в 1948 году окончил Высшую партийную школу при ЦК ВКП/б/. Был направлен в распоряжение Чувашского обкома ВКП/б/, где работал до июня 1952 года сначала заместителем заведующего отделом кадров, затем заведующим административным отделом.
В июне 1952 года избран председателем исполкома Чебоксарского горсовета. Освобождён с этой должности в сентябре в связи с избранием первым секретарем Чебоксарского горкома КПСС.
В 1957—1963 гг. управляющий делами Совета Министров
1963—1971 гг. Министр коммунального хозяйства Чувашской АССР

## Семья
Жена Голева Александра Ивановна, 1913 года рождения, член КПСС, работала председателем обкома профессионального союза работников госторговли и общественного питания.
Два сына: Владимир (1937 г.р.) и Константин (1939 г.р.).